# Livet på landet (1936)
För andra betydelser, se Livet på landet.
Livet på landet (engelska: Orphan's Picnic) är en amerikansk animerad kortfilm med Musse Pigg från 1936.

## Handling
Musse Pigg, Kalle Anka och ett gäng muspojkar beger sig ut på en liten picknick. Barnen utsätter Kalle för flera busstreck, från att ge honom en blomma med ett bi inuti till att han får en hel bikupa efter sig.

## Om filmen
Filmen är den 81:a Musse Pigg-kortfilmen som producerades och den andra som lanserades år 1936.
Filmen hade svensk premiär den 18 maj 1937 och visades på biografen Spegeln i Stockholm. Vid samma tillfälle visades ytterligare en kortfilm av Disney; Musse Piggs rival.

## Rollista (i urval)
- Walt Disney – Musse Pigg
- Clarence Nash – Kalle Anka
- Marcellite Garner – muspojkar[7]